# Anderson Peters
Anderson Peters, född 21 oktober 1997, är en grenadisk spjutkastare.

## Karriär
Peters är dubbel världsmästare i spjutkastning efter att ha vunnit såväl VM 2019 som VM 2022. Vid OS 2024 tog han brons i spjutkastning.